# Pjotr Kachovskij

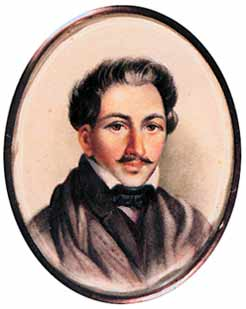
Pjotr Kachovskij.

Pjotr Grigorjevitj Kachovskij (ryska Пётр Григорьевич Каховский), född 1797, död 25 juli 1826, var en rysk officer och aktiv deltagare i dekabristupproret 1825 som vid det tillfället dödade Sankt Petersburgs dåvarande generalguvernör Michail Andrejevitj Miloradovitj.
Kachovskij hade sina adliga rötter och kom från Smolenskguvernementet. Han föddes 1797 och studerade vid Moskvas så kallade universitetspension. Han tjänstgjorde i gardet, blev degraderad till soldat och skickad till Kaukasus; lämnade armén som löjtnant. Kachovskij levde mycket fattigt, var ytterst ensam, utan nära anhöriga och vänner.
Den blivande dekabristens världsuppfattning påverkades och formades av antiken (Kachovskij var "inspirerad av antikens hjältar") och de samtida händelserna ("De revolutioner som hade ägt rum i Europa nyligen påverkade mig"). Han led svårt av intrycken från den ryska verkligheten - livegenskapen, rättslöshet, militärens allt mer ökande betydelse. Vid allmänna sammankomster förundrades han över den gemene mans sundhet och klokhet. Kachovskij bestämde sig för att bli en "tyrannmördare", och inom sig återuppliva idén om "nedstörtandet av tyrannen"; att i sig själv förkroppsliga den "ryske Brutus". Deltagarna i dekabristupproret bestämde sig att utnyttja denna sinnesstämning hos Kachovskij; Kachovskij blev aktiv medlem i "Norra sällskapet", lockade dit några nya medlemmar och var en dem som initierade revolten den 14/26 december 1825. Det var Kachovskij som avlossade de skotten som dödligt sårade Sankt Petersburgs generalguvernör greve M.A. Miloradovitj och regementschefen för livgardesregementet överste N.K. Sturler.
Efter arresteringen skrev Kachovskij några brev till Nikolaj I och utredarna som innehöll en kritisk analys av den ryska verkligheten. Han befanns skyldig med formuleringen: "han övervägde ett mord på tsaren och ville utplåna hela den kejserliga familjen, det var meningen att det var han som skulle utföra attentatet mot den nuvarande kejsaren, och han nekade inte till den utnämningen utan tvärtom, gav sitt samtycke till den, även om han påstår att han tvekade efteråt; han medverkade till revoltens spridning genom att värva nya medlemmar, deltog personligen i revolten, uppviglade många medlemmar och avlossade de dödande skotten mot greve Miloradovitj och överste Sturler samt sårade en officer".
Kachovskij hängdes 13/25 juli 1826 i Peter-Paulfästningen tillsammans med Pavel Ivanovitj Pestel, Sergej Ivanovitj Muravjov-Apostol, Michail Pavlovitj Bestuzjev-Rjumin och Kondratij Fjodorovitj Rylejev.